# Jan Raas (wielrenner)
Jan Raas (Heinkenszand, 8 november 1952) is een Nederlands voormalig beroepswielrenner en ploegleider. Raas was renner van 1975 tot 1985 en daarna tot 2003 ploegleider en sportdirecteur.

## Carrière
Raas blonk vooral uit in de klassiekers, waarvan hij er veertien won in zijn carrière. Zijn vijf (een record) overwinningen in de Amstel Gold Race leverden hem de bijnaam Amstel Gold Raas op. In 1979 werd hij in Valkenburg wereldkampioen op de weg. Met Gerrie Knetemann en Joop Zoetemelk deelt hij het Nederlands record van gewonnen Touretappes: tien stuks. Overigens reed hij de Tour slechts twee keer uit: in 1976 en in 1978. Raas behaalde in totaal 145 wegzeges.
Voordat hij beroepswielrenner werd, behaalde Raas al successen bij de amateurs (Nederlands kampioen in 1973 en ritoverwinningen in Olympia's Ronde door Nederland).
In 1975 tekende Raas een contract bij de later vermaard geworden Raleighploeg van Peter Post. Hij vertrok daar reeds na twee seizoenen, wegens onenigheid over zijn positie in de ploeg. Raas wenste een beschermde rol in de klassiekers, maar Peter Post wilde hem die niet geven.
In het seizoen 1977 reed Raas voor de Frisol/Gazelle ploeg en bewees zijn gelijk met overwinningen in Milaan-San Remo, de Amstel Gold Race en een etappe in de Ronde van Frankrijk.
Omdat Frisol als sponsor aan het eind van het seizoen stopte, keerde Raas in 1978 terug bij Raleigh. Voor die ploeg brak toen een periode aan van grote successen, niet in het laatst door de bijdrage van Raas, die niet alleen zelf veel overwinningen behaalde, maar ook de hand had in zeges van ploeggenoten als Henk Lubberding en Leo van Vliet in Gent-Wevelgem, respectievelijk in 1980 en 1983.
In 1978 reed Jan Raas een opmerkelijke Tour de France. Hij won in Leiden de proloog, maar mocht na afloop niet de gele trui aantrekken als klassementsleider. De Tourdirecteur, Félix Lévitan besloot de uitslag van de proloog niet mee te laten tellen voor het klassement, omdat de regen het parkoers te gevaarlijk gemaakt zou hebben. Een merkwaardige beslissing voor een Tourdirecteur die er anders niet voor terugschrok renners over de zwaarste bergen in extreme weersomstandigheden te sturen. De werkelijke reden voor zijn beslissing had te maken met onenigheid tussen de Tourdirectie en de plaatselijke organisatie over de afdracht van sponsorgelden. De getergde Raas won daarop de volgende dag de etappe naar Sint-Willebrord met een voorsprong van 1 seconde, waarna hij alsnog de gele trui kon aantrekken. Ook de daaropvolgende twee dagen behield hij deze leiderstrui. Een andere opvallende prestatie in die Tour leverde hij in de 10e etappe naar Pau, de eerste die over de bergen voerde. Hier werd de Marie-Blanque bedwongen. Raas kwam in de eerste groep van 36 renners mee en werd zelfs derde in de rituitslag. Henk Lubberding won die rit. Dat Raas dat jaar goed op dreef was bleek ook uit zijn 18e plaats in de klimtijdrit naar de Puy de Dôme over 52,5 km. Raas eindigde dat jaar de Tour als 24e.
Raas reed in de Ronde van Frankrijk van 1982 één dag in de bolletjestrui van het bergklassement. Die trui had hij veroverd door in de proloog de snelste tijd neer te zetten over een beklimming die in het parkoers was opgenomen.
In 1983 kwam het tot een breuk met Peter Post, waarbij Raas opstapte en voor zichzelf begon. Een groot deel van de renners ging met hem mee. In Kwantum Hallen-Yoko werd een nieuwe sponsor gevonden. Jan Gisbers en de Belg Guillaume Driessens werden aangetrokken als ploegleiders. Een val van Raas in Milaan-San Remo in 1984 markeerde zijn einde als actief renner: hij kwam nog wel terug, maar niet meer op het niveau dat hij had. Het verwachte succes binnen de nieuwe ploeg bleef voorts uit. Interventie van de sponsor leidde ertoe dat Driessens en Gisbers in het voorjaar van 1985 aan de kant werden gezet en dat Raas zelf ploegleider werd.
Als ploegleider was hij aanvankelijk succesvol: renners als Adrie van der Poel, Gerrit Solleveld, Jelle Nijdam, Jean-Paul van Poppel behaalden overwinningen in klassiekers en Touretappes. Na 1990 verdampte langzaamaan het succes, mede door gebrek aan nieuwe talentvolle aanwas vanuit de kringen der amateurs. Sponsors begonnen hierdoor ook hun belangstelling voor de wielersport te verliezen.
Waar andere Nederlandse ploegleiders (Post, Gisbers) in die periode daardoor noodgedwongen stopten, slaagde Raas er echter in opnieuw een sponsor te vinden in de Rabobank. Hoewel soms hoopvolle resultaten bereikt werden, bleek de sponsor eind 2003 ontevreden en werd Raas op een zijspoor gezet. In zijn column in het Algemeen Dagblad haalde hij met grote regelmaat zijn gram op de Rabobank, die hij niet meer bij naam wenst te noemen.

## Belangrijkste successen als beroepswielrenner

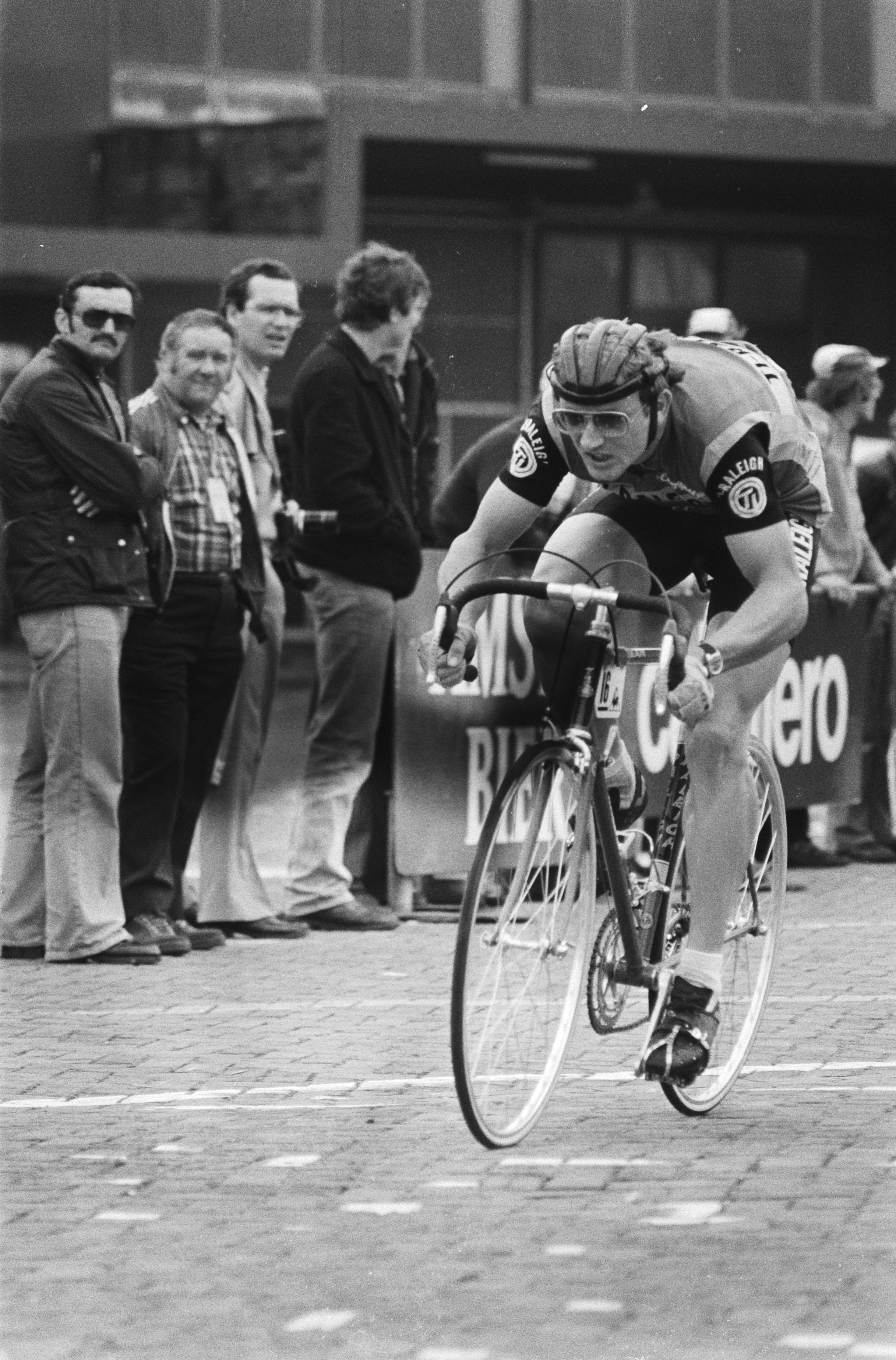
Jan Raas in de proloog van de Tour de France van 1978

1975
- Zottegem – Dr. Tistaertprijs

1976
- Nederlands kampioenschap wielrennen op de weg
- 4e etappe Ronde van België

1977
- Milaan-San Remo
- Amstel Gold Race
- 6e etappe Ronde van Frankrijk
- 1e etappe Ronde van de Middellandse Zee

1978
- Amstel Gold Race
- Parijs-Brussel
- Parijs-Tours
- Proloog, 1e (deel A) en 19e etappe Ronde van Frankrijk
- 3 dagen de gele trui in de Ronde van Frankrijk
- 5e etappe Vierdaagse van Duinkerke
- 2e etappe Ronde van Nederland
- 3e etappe Ronde van Zwitserland

1979
- Wereldkampioenschap wielrennen op de weg
- Ronde van Vlaanderen
- Amstel Gold Race
- 5e etappe Ronde van Frankrijk
- Proloog en 2e etappe Ronde van Nederland
- Eindklassement Ronde van Nederland
- Proloog Ronde van de Middellandse Zee
- 4e etappe Ronde van Duitsland
- 3e etappe Parijs-Nice
- 1e etappe (deel B) Ronde van België
- E3 Harelbeke

1980
- Amstel Gold Race
- 1e (deel A), 7e etappe (deel B) en 9e etappe Ronde van Frankrijk
- E3 Harelbeke
- Kuurne-Brussel-Kuurne
- 2e en 3e (deel B) etappe Ronde van de Middellandse Zee
- 1e etappe (deel B) Parijs-Nice
- 3e etappe Ronde van België
- 3e etappe Ster van Bessèges
- Proloog en 1e etappe Ronde van Luxemburg
- 3e etappe Ronde van Nederland
- Zesdaagse van Rotterdam, met René Pijnen

1981
- Omloop Het Volk
- Gent-Wevelgem
- Parijs-Tours
- Proloog, 1e en 3e etappe Ster van Bessèges
- Eindklassement Ster van Bessèges
- E3 Harelbeke
- GP Jef Scherens
- 3e etappe (deel B) Ronde van de Middellandse Zee

1982
- Parijs-Roubaix
- Amstel Gold Race
- 6e etappe Ronde van Frankrijk
- Dwars door Vlaanderen
- Proloog Ronde van Nederland
- Proloog Ster van Bessèges

1983
- Nederlands kampioenschap wielrennen op de weg
- Ronde van Vlaanderen
- Kuurne-Brussel-Kuurne
- 1e etappe deel A Driedaagse van De Panne-Koksijde
- La Marseillaise

1984
- Nederlands kampioenschap wielrennen op de weg
- 9e etappe Ronde van Frankrijk

## Belangrijkste ereplaatsen
1975
- 4e in de Ronde van België
- 5e in Parijs-Tours

1976
- 2e in de Amstel Gold Race
- 2e in de Ronde van de Haut-Var
- 4e in de Brabantse Pijl

1977
- 2e in de Omloop Het Volk
- 4e in de Ronde van de Middellandse Zee
- 5e in de Ronde van Vlaanderen
- 5e in de Brabantse Pijl
- 5e in Kuurne-Brussel-Kuurne

1978
- 2e in het Nederlands kampioenschap op de weg
- 2e in de E3 Prijs Vlaanderen
- 3e in Parijs-Roubaix
- 3e in de Omloop Het Volk
- 4e in Gent-Wevelgem
- 5e in de Super Prestige Trofee

1979
- 2e in de Omloop Het Volk
- 3e in het Nederlands kampioenschap op de weg
- 3e in Parijs-Tours
- 3e in Gent-Wevelgem
- 3e in Dwars door Vlaanderen
- 5e in Parijs-Roubaix
- 5e in de Ronde van de Middellandse Zee
- 5e in de Ronde van Lazio
- 5e in de Super Prestige Trofee

1980
- 2e in Dwars door Vlaanderen
- 3e in Milaan-San Remo
- 3e in de Ronde van Vlaanderen
- 3e in de Scheldeprijs
- 4e in de Omloop Het Volk
- 5e in het Nederlands kampioenschap op de weg

1981
- 2e in Parijs-Brussel
- 3e in de Ronde van Vlaanderen
- 3e in de Super Prestige Trofee
- 4e in de GP Fourmies
- 5e in de Amstel Gold Race

1982
- 2e in de Ronde van Nederland
- 4e in de Vierdaagse van Duinkerken
- 4e in het Nederlands kampioenschap op de weg
- 5e in de E3 Prijs Vlaanderen
- 5e in Kuurne-Brussel-Kuurne

1983
- 2e in de Omloop Het Volk
- 2e in Gent-Wevelgem
- 2e in Dwars door Vlaanderen
- 3e in Milaan-San Remo
- 3e in de Amstel Gold Race
- 3e in Parijs-Tours
- 3e in de Super Prestige Trofee

## Ploegen
- 1975 – TI-Raleigh
- 1976 – TI-Raleigh-Campagnolo
- 1977 – Frisol-Gazelle-Thirion
- 1978 – TI-Raleigh-McGregor
- 1979 – TI-Raleigh-McGregor
- 1980 – TI-Raleigh-Creda
- 1981 – TI-Raleigh-Creda
- 1982 – TI-Raleigh-Campagnolo
- 1983 – TI-Raleigh-Campagnolo
- 1984 – Kwantum Hallen-Yoko
- 1985 – Kwantum Hallen-Yoko

## Overwinningen
| Seizoen | Klassiekers                            | Etappekoersen       | Grote Rondes | Kampioenschappen    | Overige eendaagse wedstrijden                         | Zesdaagses              | Etappes | Totaal aantal zeges |
| ------- | -------------------------------------- | ------------------- | ------------ | ------------------- | ----------------------------------------------------- | ----------------------- | --- | ------------------- |
| 1975    |                                        |                     |              |                     | G.P. Zottegem                                         |                         | | 1                   |
| 1976    |                                        |                     |              | NK Wielrennen Elite |                                                       |                         | 1 rit Ronde van België | 2                   |
| 1977    | Milaan-San Remo, Amstel Gold Race      |                     |              |                     |                                                       |                         | 1 rit Ronde van Frankrijk, 1 rit Ronde van de Middellandse Zee | 4                   |
| 1978    | Parijs-Tours, Amstel Gold Race         |                     |              |                     | Parijs-Brussel                                        |                         | 3 ritten Ronde van Frankrijk, 1 rit Vierdaagse van Duinkerken, 1 rit Ronde van Zwitserland, 1 rit Ronde van Nederland                                                                             | 9                   |
| 1979    | Ronde van Vlaanderen, Amstel Gold Race | Ronde van Nederland |              | WK                  | E3-Prijs Vlaanderen                                   |                         | 1 rit Ronde van Frankrijk, 2 ritten Ronde van Nederland, 1 rit Ronde van de Middellandse Zee, 1 rit Ronde van Duitsland, 1 rit Parijs-Nice, 1 rit Ronde van België                                | 12                  |
| 1980    | Amstel Gold Race                       |                     |              |                     | Kuurne-Brussel-Kuurne, E3-Prijs Vlaanderen            | Zesdaagse van Rotterdam | 3 ritten Ronde van Frankrijk, 2 ritten Ronde van de Middellandse Zee, 1 rit Parijs-Nice, 1 rit Ronde van België, 1 rit Ster van Bessèges, 2 ritten Ronde van Luxemburg, 1 rit Ronde van Nederland | 15                  |
| 1981    | Gent-Wevelgem, Parijs-Tours            | Ster van Bessèges   |              |                     | Omloop het Volk, E3-Prijs Vlaanderen, GP Jef Scherens |                         | 3 ritten Ster van Bessèges, 1 rit Ronde van de Middellandse Zee | 10                  |
| 1982    | Parijs-Roubaix, Amstel Gold Race       |                     |              |                     | Dwars door Vlaanderen                                 |                         | 1 rit Ronde van Frankrijk, 1 rit Ronde van Nederland, 1 rit Ster van Bessèges | 6                   |
| 1983    | Ronde van Vlaanderen                   |                     |              | NK Wielrennen Elite | Kuurne-Brussel-Kuurne                                 |                         | 1 rit Driedaagse van de Panne-Koksijde | 4                   |
| 1984    |                                        |                     |              | NK Wielrennen Elite |                                                       |                         | 1 rit Ronde van Frankrijk | 2                   |

## Resultaten in voornaamste wedstrijden
| Jaar | Ronde van Italië | Ronde van Frankrijk | Ronde van Spanje |
| ---- | ---------------- | ------------------- | ---------------- |
| 1975 |                  |                     |                  |
| 1976 |                  | 83e                 |                  |
| 1977 |                  | opgave (1)          |                  |
| 1978 |                  | 24e (3)             |                  |
| 1979 |                  | opgave (1)          |                  |
| 1980 |                  | opgave (3)          |                  |
| 1981 |                  |                     |                  |
| 1982 |                  | opgave (1)          |                  |
| 1983 |                  | opgave              |                  |
| 1984 |                  | opgave (1)          |                  |
| 1985 |                  |                     |                  |

| Jaar | Milaan-San Remo | Gent-Wevelgem | Ronde van Vlaanderen | Parijs-Roubaix | Amstel Gold Race | Luik-Bast.‑Luik | Parijs-Tours | Omloop Het Volk | E3 Harelbeke |  | WK op de weg |  | Wereldranglijsten |
| ---- | --------------- | ------------- | -------------------- | -------------- | ---------------- | --------------- | ------------ | --------------- | ------------ |  | ------------ |  | ----------------- |
| 1975 |                 | 24e           |                      | 40e            |                  |                 | 5e           | 8e              | 6e           |  |              |  | 41e (SPP)         |
| 1976 |                 |               | 11e                  | 7e             | ↑                |                 | 8e           | 9e              |              |  | 8e           |  |                   |
| 1977 | ↑               | 10e           | ↑                    | 6e             | ↑                | 13e             |              | Zilver          | 7e           |  |              |  | 11e (SPP)         |
| 1978 | 105e            | 4e            | 22e                  | ↑              | ↑                |                 | ↑            | Brons           | ↑            |  | 13e          |  | 5e (SPP)          |
| 1979 | 12e             | Brons         | ↑                    | 5e             | ↑                |                 | ↑            | Zilver          | ↑            |  | ↑            |  | 5e (SPP)          |
| 1980 | ↑               | 6e            | ↑                    |                | ↑                |                 | 35e          | 4e              | ↑            |  |              |  | 11e (SPP)         |
| 1981 |                 | Goud          | ↑                    |                | 5e               |                 | ↑            | Goud            | ↑            |  | 17e          |  | (SPP)             |
| 1982 | 14e             |               | 13e                  | ↑              | ↑                |                 | 24e          | 6e              | 5e           |  | 17e          |  | 6e (SPP)          |
| 1983 | ↑               | Zilver        | ↑                    |                | ↑                |                 | ↑            | Zilver          |              |  |              |  | (SPP)             |
| 1984 |                 |               |                      |                |                  |                 | 30e          | 11e             |              |  |              |  |                   |
| 1985 | 93e             |               |                      |                |                  |                 |              |                 |              |  |              |  |                   |

## Vernoeming
In Zeeland is er een bewegwijzerde 101 km lange fietsroute naar Jan Raas vernoemd, de Jan Raasroute.